# Medalla por el Coraje en un Incendio (Rusia)
La Medalla por el Coraje en un Incendio (en ruso: Медаль «За отвагу на пожаре»)  es una condecoración estatal de la Federación de Rusia establecida el 15 de septiembre de 2018 por Decreto del Presidente de la Federación de Rusia N.º 519 «Sobre el establecimiento de la Medalla por el Valor en un Incendio y el establecimiento del título honorífico de Trabajador de Honor de la Protección Contra Incendios de la Federación de Rusia».

## Historia
El 31 de octubre de 1957, por Decreto del Presídium del Sóviet Supremo de la URSS, se estableció la Medalla por el Coraje en un Incendio para premiar a los bomberos, miembros de cuerpos de bomberos voluntarios, personal militar y otros ciudadanos que se hubieran distinguido en la extinción de incendios, salvando personas, bienes socialistas y bienes de los ciudadanos del fuego.
El 25 de diciembre de 1991, de acuerdo con la ley aprobada por el Consejo Supremo de la República, la RSFS de Rusia pasó a llamarse Federación de Rusia. El 26 de diciembre de 1991, la URSS dejó de existir y Rusia se separó de ella como estado independiente. El 21 de abril de 1992, el Congreso de Diputados del Pueblo de Rusia aprobó el cambio de nombre, haciendo las enmiendas correspondientes a la Constitución de la RSFS de Rusia, que entró en vigor el 16 de mayo de 1992 desde el momento de su publicación. Por Decreto del Presídium del Consejo Supremo de la Federación de Rusia del 2 de marzo de 1992 N.º 2424-1, hasta la adopción de la ley sobre premios estatales, algunas insignias que existían en la URSS se mantuvieron en el nuevo sistema de premios de Rusia, incluida la Medalla por el Coraje en Incendios.
El nuevo sistema de premios, aprobado por Decreto del Presidente de la Federación de Rusia del 2 de marzo de 1994 N.º 442 «Sobre los premios estatales de la Federación de Rusia», no incluía la Medalla por el Coraje en Incendios, sin embargo se establecieron medallas similares por el Ministerio del Interior de Rusia y el Ministerio de Situaciones de Emergencia de Rusia en 2001 y 2002 respectivamente.
Finalmente, el 15 de septiembre de 2018, mediante el Decreto del Presidente de la Federación de Rusia N.º 519 «Sobre el establecimiento de la Medalla por el Coraje en un Incendio y el establecimiento del título honorífico de Bombero de Honor de la Federación de Rusia», la medalla fue devuelta al sistema de premios de la Federación de Rusia.

## Reglamento
De acuerdo con el reglamento sobre el premio, aprobado por Decreto N.º 519 del Presidente de la Federación de Rusia del 15 de septiembre de 2018, la medalla se otorga a bomberos federales y estatales, personal militar, agentes del orden y otros ciudadanos de la Federación de Rusia, por:
- El coraje y el desinterés mostrados al apagar incendios, salvar a personas y propiedades del fuego;
- La gestión hábil de las unidades de bomberos para extinguir incendios, salvar a personas y propiedades del fuego, organizar y realizar operaciones de rescate de emergencia;
- El coraje y la perseverancia demostrados en la prevención de una explosión durante un incendio.

El reglamento prevé la concesión de una medalla a los ciudadanos extranjeros que hayan demostrado «valentía y coraje en la extinción de incendios y en la realización de operaciones de rescate de emergencia en el territorio de la Federación de Rusia». Además, puede otorgarse a título póstumo.
La medalla se lleva en el lado izquierdo del pecho y, en presencia de otras medallas de la Federación de Rusia, se coloca después de la Medalla a la Distinción en la Protección de las Fronteras del Estado. Para ocasiones especiales y posible uso diario, las reglamentaciones prevén el uso de una copia en miniatura de la medalla.

## Descripción

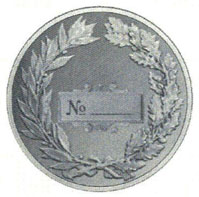
Reverso de la medalla

Es una medalla circular de plata con un diámetro de 32 mm con un borde elevado en ambos lados
En el anverso de la medalla, en el centro, hay una imagen de un casco de bomberos sobre un fondo de hachas de fuego cruzadas. En la parte superior, a lo largo de la circunferencia, hay una inscripción en letras en relieve recubiertas de esmalte rojo, que dice: «POR VALOR EN EL FUEGO», en la parte inferior hay ramas cruzadas de laurel y roble.
En el reverso, a lo largo de la circunferencia, hay una imagen de una corona de hojas de roble y laurel. En el centro hay una imagen de un rectángulo con el número de serie de la medalla.
La medalla está unida por medio de un ojal y un anillo a un bloque pentagonal cubierto con una cinta de seda muaré de color rojo oscuro. A lo largo de los bordes de la cinta hay rayas azul aciano, bordeadas en ambos lados con rayas blancas. Ancho de cinta 24 mm, ancho de franja azul aciano 3 mm, ancho de franja blanca 1 mm.